# Underneath the Stars
Underneath the Stars è una canzone della cantautrice statunitense Mariah Carey, pubblicata come sesto e ultimo singolo dal suo album Daydream (1995).

## Descrizione
La canzone venne scritta dalla Carey stessa e prodotta insieme a Walter Afanasieff. È la seconda traccia dell'album. La canzone, insieme a Looking In, è una delle preferite della Carey. Venne inserita anche in Greatest Hits (2001) e in Playlist: The Very Best of Mariah Carey (2010). Della canzone venne fatto anche un remix chiamato Drifting Re-Mix. La canzone raggiunse la 69 nella Hot R&B/Hip Hop Songs.

## Tracce
US Promo CD Single
1. "Underneath the Stars" (Album Version) - 3:33
2. "Underneath the Stars" (Drifting Re-Mix) - 4:00
3. "Underneath the Stars" (Drifting Re-Mix w/o Rap) - 3:59

## Classifiche
| Chart (1996)                    | Peak position |
| ------------------------------- | ------------- |
| Billboard Hot R&B/Hip Hop Songs | 69            |